# Вејвланд (Индијана)
Вејвланд (енгл. Waveland) град је у америчкој савезној држави Индијана.

## Демографија
По попису из 2010. године број становника је 420, што је 4 (1,0%) становника више него 2000. године.
| Група             | 2000.       | 2010.       |
| Белци             | 405 (97,4%) | 404 (96,2%) |
| Афроамериканци    | 0 (0,0%)    | 0 (0,0%)    |
| Азијати           | 0 (0,0%)    | 0 (0,0%)    |
| Хиспаноамериканци | 6 (1,4%)    | 11 (2,6%)   |
| Укупно            | 416         | 420         |